# Azul tequila
Azul tequila é uma telenovela mexicana produzida e exibida pela Azteca entre 5 de outubro de 1998 e 14 de maio de 1999.
Foi protagonizada por Bárbara Mori, Mauricio Ochmann, Fabiola Campomanes e Leonardo Daniel com antagonização de Víctor González, Rogelio Guerra, Arturo Berinstain, Úrsula Prats e Ximena Rubio.

## Sinopse
Dom Adolfo Berriozabal é dono de "La Concordia", um grande império de tequila que prometeu herdar seu primeiro neto. Assim, os irmãos Arcadio e Santiago Berriozabal lutam constantemente pelo controle de "La Concordia" e pela preferência de seu pai.
Arcadio decide se casar com Azul, sem se importar com o grande amor que existe entre ela e seu irmão. O dia de seu casamento é interrompido por uma revolução agrária, Santiago decide se juntar aos trabalhadores para lutar contra o domínio de seu pai, ficando como um covarde enquanto Azul é seqüestrada de La Concordia por um grupo de bandidos. Depois de um mal entendido, Azul acredita que ficou estéril e decide que não pode condenar o homem que adora seu próprio infortúnio. Então ela decide fugir, buscando a ajuda de Lorenza San Martín, a jovem que salvou a vida quando ele estava prestes a morrer.
Ao mesmo tempo, o pai de Azul e seu noivo decidem dá-la por morta em vez de manchar seu sobrenome com a suposta indignação. Azul e Lorenza fogem para evitar conhecer o segredo e quando decidem retornar Lorenza tenta seduzir Arcadio a se casar com ele e, ao mesmo tempo, ele se esconde da Azul que ela não é realmente estéril.
Após o retorno de ambos, devido a uma confusão, Arcadio acredita que a Azul ficou indignada e é rejeitada por ele e seu pai, sem saber que esse infortúnio correu em Lorenza. Azul é forçado a aceitar a ajuda de Mariano de Icaza, o tio viúvo de Lorenza, que está apaixonado por ela. Mais tarde, Santiago descobre que a Azul nunca morreu e que ele mora na casa de Mariano de Icaza, enquanto na aldeia há um boato de que Azul e Mariano são amantes.
Ardido e rejeitado por Azul, Santiago decide se casar com a implacável María Jacinta, a filha de Mariano e a prima de Lorenza.
Arcadio aprende que Lorenza vai ter uma criança e a aceita, mas esconde a todo custo a origem dela. Arcadio aprende do engano e se refugia no álcool. No final, María Jacinta percebe o grande amor que existe entre Azul e Santiago e decide anular seu casamento para que seu marido seja livre.

## Elenco
- Bárbara Mori .... Azul Vidal/Soledad
- Mauricio Ochmann .... Santiago Berriozábal
- Rogelio Guerra .... Adolfo Berriozábal
- Víctor González .... Arcadio Berriozábal
- Lorena Rojas .... Catalina
- Úrsula Prats .... Hilda
- Ximena Rubio .... María Jacinta de Icaza
- Oscar Castañeda .... Nicanor
- Arturo Beristáin .... Don Justino Vidal
- Leonardo Daniel .... Mariano de Icaza
- Fabiola Campomanes .... Lorenza de Icaza
- Nubia Martí .... María Clara Berriozábal
- Claudine Sosa .... Matilde
- Gloria Peralta .... Lázara
- Xavier Massimi .... Fabián Vidal
- Tomás Goros .... Dr. Demetrio Galarza
- Roxana Ramos .... Ubenza
- Martín Breck .... Abundio
- Laura Padilla .... Brígida
- Lourdes Villarreal .... Macrina
- Roberto "Raki" Ríos .... El Chamuco

## Prêmios e indicações

### Prêmios ACE New York 1999
| Categoria                  | Indicado                         | Resultado  |
| -------------------------- | -------------------------------- | ---------- |
| Produtores Mais Destacados | Christian Bach e Humberto Zurita | Ganhadores |
| Melhor Atriz de Reparto    | Claudine Sosa                    | Ganhadora  |
| Melhor Ator revelação      | Mauricio Ochmann                 | Ganhador   |